# 爱德华多·阿吉雷
爱德华多·阿吉雷（西班牙語：Eduardo Aguirre，1998年8月3日—），墨西哥男子足球运动员，司职前锋。他曾代表墨西哥国奥队参加2020年夏季奥林匹克运动会足球比赛，获得一枚铜牌。